# Commission sur la rénovation et la déontologie de la vie publique
La commission de rénovation et de déontologie de la vie publique, surnommée « commission Jospin », est un groupe de réflexion créé le 16 juillet 2012 par le président François Hollande pour proposer une réforme de la vie publique.
Chargée de réfléchir aux institutions et à la vie publique, elle a rendu son rapport le 9 novembre 2012 et a formulé des propositions visant à réduire le cumul des mandats et les conflits d’intérêts ; ainsi que sur les modes d’élection du président de la République et des membres du Parlement.
À part quelques mesures sur la déclaration des intérêts, la limitation du cumul des mandats ou encore l’élection présidentielle, adoptées par lois organiques, la plupart des propositions n’a pas eu de suite après le changement de majorité du Sénat en septembre 2014, qui ne rend plus possible la majorité des trois-cinquièmes nécessaire à la modification de la constitution.

## Précédentes commissions
La création de cette commission rappelle d'autres commissions, notamment le Comité consultatif pour la révision de la Constitution installée en 1992 par François Mitterrand et présidée par Georges Vedel, ou le Comité de réflexion et de proposition sur la modernisation et le rééquilibrage des institutions, appelé nommé en 2007 par Nicolas Sarkozy et présidé par Édouard Balladur.

## Travaux de la commission
L’annonce de la création de la commission est faite lors de l’allocution du président de la République le 14 juillet 2012.
La commission est instituée par décret le 16 juillet 2012.
La première réunion a eu le mercredi 25 juillet ; elle a privilégié le temps de la réflexion en août.
François Hollande a reçu le rapport de la commission le 9 novembre 2012.

### Finalités
Elle a pour but de faire des propositions pour rénover le champ politique de la vie publique et politique française.
Elle doit se préoccuper en particulier des points suivants :
- définir les conditions d'un meilleur déroulement de l'élection présidentielle (pertinence du système actuel de parrainage des candidats, modalités de financement de la campagne, règles applicables à l'expression des candidats dans les médias) ;
- calendrier des élections législatives qui suivent l'élection présidentielle ;
- réforme sur la responsabilité du président de la République ; et de la Haute Cour ;
- réforme des modes de scrutin applicables aux élections législatives et sénatoriales ;
- propositions concernant le non-cumul des mandats de membres du Parlement ainsi que des fonctions ministérielles ;
- prévention des conflits d'intérêts et règles déontologiques en vue d'assurer la transparence de la vie publique.

### Composition
La commission, en comptant son président, est composée de sept hommes et de sept femmes. Elle est présidée par l'ancien Premier ministre socialiste Lionel Jospin.
Sont nommés membres de la commission (Par ordre alphabétique) :
- Chantal Arens, présidente du tribunal de grande instance de Paris ;
- Roselyne Bachelot, ancienne ministre ;
- Julie Benetti, professeur à l'université de Reims ;
- Jean-Claude Casanova, membre de l'Institut de France, président de la Fondation nationale des sciences politiques ;
- Jean-Pierre Duport, préfet de région honoraire ;
- Jean-Louis Gallet, conseiller à la Cour de cassation, vice-président du Tribunal des conflits ;
- Marie-Christine Lepetit, chef du service de l'inspection générale des finances ;
- Wanda Mastor, professeur à l'université Toulouse I ;
- Ferdinand Mélin-Soucramanien, professeur à l'université Bordeaux IV ;
- Agnès Roblot-Troizier, professeur à l'université d'Évry, puis à l'université Paris I  ;
- Dominique Rousseau, professeur à l'université Paris I ;
- Hélène Ruiz-Fabri, professeur à l'université Paris I ;
- Olivier Schrameck, président de la section du rapport et des études au Conseil d'État.

Le rapporteur général est Alain Ménéménis, conseiller d'État.
Deux membres de la Commission, à savoir Olivier Schrameck et Jean-Claude Casanova, avaient déjà été membres du Comité de réflexion et de proposition sur la modernisation et le rééquilibrage des institutions (« Commission Balladur ») de 2007.

### Émoluments
Une rumeur répandue en particulier par courriel dénonçait des indemnités faramineuses pour les quatre mois de travail des membres de la commissions et de chacun de leurs consultants, pour un coût total de plusieurs millions. Lionel Jospin à la radio, plusieurs journalistes et d'anciens membres de précédentes commissions ont tour à tour démenti la fausse information.
Fin septembre, la membre de la commission Roselyne Bachelot se sentant particulièrement visée par les rumeurs, décide de porter plainte.

### Critiques
Pour Claude Allègre et Denis Jeambar, qui se fendent d'un billet dans Le Monde en septembre 2012, cette commission se trouve dans la lignée de la volonté de chacun des précédents présidents de la Ve République de réviser la constitution selon leur goût, les derniers présidents mettant en place une commission d'experts réunis à huis clos : « La qualité des hommes et des femmes n'est pas en cause. En revanche, la méthode rend l'échec presque inévitable. Ces commissions travaillent dans la confidentialité. Du coup, lorsque sont dévoilées leurs conclusions, l'esprit critique l'emporte, les polémiques s'installent, les oppositions font feu de tout bois et le président, pour calmer le jeu politique, enterre tout. On verra s'il en va autrement avec François Hollande, mais un changement de méthode pourrait lui donner une plus grande liberté d'action et de décision. »

## Rapport
Dans son rapport, la commission a formulé 35 propositions :
Sur l’élection présidentielle :
- Instaurer un parrainage des candidats par les citoyens ;
- modifier les modalités de calcul du remboursement public ;
- Substituer la règle de l’équité à celle de l’égalité pour les temps de parole des candidats entre le moment où la liste officielle est connue et celui où la campagne commence ;
- Fixer à 20 heures la fermeture des bureaux de vote sur l’ensemble du territoire métropolitain ;
- Avancer dans l’année la tenue des élections présidentielles et législatives ;
- Réduire le délai entre l’élection présidentielle et les élections législatives.

Sur le Parlement français :
- Introduire une part de proportionnelle pour l’élection des députés ;
- Reformuler les modalités de l’élection des députés représentant les Français de l’étranger ;
- Éviter les seconds tours à un seul candidat dans le cadre du scrutin majoritaire ;
- Assurer une représentation plus juste des collectivités territoriales au Sénat par une pondération des voix des grands électeurs et retirer les députés du collège électoral ;
- Étendre le recours au scrutin proportionnel pour l’élection des sénateurs ;
- Abaisser à 18 ans l’âge minimal d’éligibilité au Sénat ;
- Compléter les effets de l’extension de la proportionnelle sur le respect de la parité en renforçant le dispositif de modulation des aides financières aux partis politiques.

Sur le cumul des mandats : 
- Interdire le cumul des fonctions ministérielles avec l’exercice de tout mandat local ;
- Rendre incompatible le mandat de parlementaire avec tout mandat électif autre qu’un mandat local simple.

Sur le statut juridictionnel du chef de l’État et des ministres
- Mieux affirmer le caractère politique de la procédure de destitution du Président de la République ;
- Mettre fin à l’inviolabilité du Président de la République en matière pénale ;
- Mettre fin à l’inviolabilité du Président de la République en matière civile ;
- Supprimer la Cour de justice de la République ;

Sur la prévention des conflits d’intérêts :
- Renforcer le régime des incompatibilités pour les membres du Gouvernement ;
- Prévoir pour les membres du Gouvernement une obligation légale de souscrire une déclaration d’intérêts et d’activités ;
- Prévoir pour les membres du Gouvernement une obligation légale de donner un mandat de gestion de leur patrimoine mobilier ;
- Étendre aux ministres le contrôle de départ vers le secteur privé et vers certains organismes publics et incriminer la prise illégale d'intérêts à l’issue des fonctions gouvernementales ;
- Étendre aux collaborateurs du Président de la République et aux membres des cabinets ministériels les règles d’incompatibilité applicables aux agents publics ;
- Prévoir pour les collaborateurs du Président de la République et aux membres des cabinets ministériels une obligation légale de souscrire une déclaration d’intérêts et d’activités ;
- Prévoir une obligation légale de souscrire une déclaration d’intérêts et d’activités pour les titulaires d’emplois supérieurs de l’État particulièrement exposés au risque de conflit d’intérêts ;
- Améliorer l’efficacité du contrôle relevant actuellement de la Commission de déontologie de la fonction publique : modifier les conditions de saisine d’office et étendre le champ de contrôle aux départs vers tous les organismes publics exerçant une activité économique ;
- Harmoniser et renforcer le régime de déclaration d’intérêts et d’activités applicable aux membres des collèges et responsables des autorités administratives indépendantes ;
- Étendre aux départs vers tous les organismes publics exerçant une activité économique le champ de contrôle relevant actuellement de la Commission de déontologie de la fonction publique pour les membres des collèges et responsables des autorités administratives indépendantes ;
- Prévoir une obligation légale de déclaration d’intérêts et d’activités pour les parlementaire ;
- Renforcer le régime des incompatibilités professionnelles applicable aux parlementaires ;
- Supprimer la catégorie des membres de droit du Conseil constitutionnel et interdire l’exercice de toute activité de conseils à ses membres ;
- Créer une Autorité de déontologie de la vie publique ;
- Confier à l’Autorité de déontologie de la vie publique un rôle de validation des règles de bonne conduite applicables aux représentants d’intérêts ;
- Mettre en place un dispositif ouvert d’« alerte éthique ».

## Transposition des travaux
Le 20 février 2013, deux projets de loi sont présentés en conseil des ministres, relatifs à l’élection des sénateurs. Ils visent à étendre le scrutin proportionnel aux départements de trois sénateurs et plus, ainsi que l’augmentation du nombre de délégués pour les grandes villes et une reforme de la représentation des Français établis hors de France. Les lois sont promulguées en juillet et août 2013,
Le 13 mars 2013, quatre projets de loi constitutionnelle sont présentés en conseil des ministres  :
- Suppression de la Cour de justice de la République[13]
- Modification de la composition du Conseil supérieur de la magistrature, la nomination des magistrats du parquet doit être conforme à l’avis du Conseil[14]
- Non cumul entre membre du Gouvernement et fonction exécutive locale. Les présidents de la République ne deviennent plus membres du Conseil constitutionnel après leur mandat[15]
- Les organisations syndicales représentatives devront négocier avant la discussion des textes législatifs relatifs au droit du travail, à l’emploi ou à la formation professionnelle[16]

La réforme du statut pénal du chef de l'État n’est plus envisagée. Pour ces quatre textes, le Gouvernement souhaitait une réunion du Congrès au mois de juillet, mais faute de temps et de majorité suffisante, seul le projet relatif au Conseil supérieur de la magistrature a été discuté au Parlement mais le Sénat modifie substantiellement le texte. Ainsi, le gouvernement est contraint d’ajourner ces révisions. Le 26 avril 2016, l’Assemblée vote le texte relatif au Conseil supérieur de la magistrature sans modification, mais la convocation du Congrès est peu probable au vu de l’opposition de la droite,.
Le texte sur le Conseil supérieur de la magistrature est complété par le projet de loi relatif aux attributions du garde des sceaux et des magistrats du ministère public en matière de politique pénale et d'action publique, présenté en Conseil des ministres le 27 mars, et promulgué le 25 juillet.
Le 3 avril 2013, deux textes sont présentés en Conseil des ministres  :
- interdiction du cumul de fonctions exécutives locales avec le mandat de député ou de sénateur.
- interdiction du cumul de fonctions exécutives locales avec le mandat de représentant au Parlement européen.

Ces textes prévoient une application en 2017, au lieu de 2014 comme le souhaitaient certains socialistes. Les deux lois sont promulguées le 14 février 2014, après une longue discussion parlementaire, ou les sénateurs ayant amendé le texte pour ne pas être concerné par l’interdiction du cumul,.
À la suite de l'affaire Cahuzac, de nouvelles réformes sont préparées :
- Projet de loi organique relatif au procureur de la République financier, présenté en Conseil des ministres le 7 mai ; et projet de loi relatif à la lutte contre la fraude fiscale et la grande délinquance économique et financière, présenté en Conseil des ministres le 24 avril ; ces textes sont promulgués en décembre 2013[23],[24].
- Projet de loi organique relatif à la transparence de la vie publique et projet de loi relatif à la transparence de la vie publique, présentés en Conseil des ministres le 24 avril et promulgués le 11 octobre[25],[26]. Il est instauré une Haute Autorité pour la transparence de la vie publique, chargée de recevoir, vérifier et publier les déclarations de situation patrimoniale et les déclarations d'intérêts de certains élus, collaborateurs d'élus ou dirigeants d’organisme public, ce qui reprend des propositions de la Commission.

Enfin, quant à la modernisation des règles de l’élection présidentielle, une loi et une loi organique, proposées par le groupe socialiste de l’Assemblée nationale sont promulguées en 2016. Seule la proposition sur l’équité médiatique y est reprise et la fermeture des bureaux de vote est fixée à 19 heures,.